# 1880 en baseball
Chronologie du baseball
Baseball en 1879 - Baseball en 1880 - Baseball en 1881
Les faits marquants de l'année 1880 en Baseball

## Champions

### Ligue nationale
- 30 septembre : 5e édition aux États-Unis du championnat de baseball de la Ligue nationale. Les Chicago White Stockings s’imposent avec 67 victoires et 17 défaites[1].

| Ligue nationale |                         |      |      |        |      |
| Rang            | Club                    | Vic. | Déf. | % vic. | GB   |
| 1er             | Chicago White Stockings | 67   | 17   | .798   | --   |
| 2e              | Providence Grays        | 52   | 32   | .619   | 15   |
| 3e              | Cleveland Blues         | 47   | 37   | .560   | 20   |
| 4e              | Troy Trojans            | 41   | 42   | .494   | 25.5 |
| 5e              | Worcester Ruby Legs     | 40   | 43   | .482   | 26.5 |
| 6e              | Boston Red Caps         | 40   | 44   | .476   | 27   |
| 7e              | Buffalo Bisons          | 24   | 58   | .293   | 42   |
| 8e              | Cincinnati Reds         | 21   | 59   | .263   | 44   |

### Autres compétitions
- Janvier : avec 5 victoires et 2 défaites, le Habana Base Ball Club remporte le deuxième championnat de Cuba[2].
- les Washington Nationals remportent le titre de la National Association.

## Événements
- 29 août : premier match de baseball au Polo Grounds de New York.
- 2 septembre : premier match de baseball disputé en nocturne (Nantasket Beach, États-Unis d’Amérique).

## Naissances
| - 5 janvier : Dutch Jordan - 13 janvier : Goat Anderson - 21 janvier : Emil Batch - 22 janvier : Bill O'Neill - 27 janvier : Bill Burns - 6 février : Frank LaPorte - 14 février : Claude Berry - 16 février : Carl Lundgren - 2 mars : Danny Hoffman - 10 mars : Judge Nagle - 22 mars : Ernie Quigley - 12 avril : Addie Joss - 18 avril : Sam Crawford - 20 avril : Charlie Smith - 7 mai : Mickey Doolan |  | - 12 juin : Matty McIntyre - 30 juin : Davy Jones - 4 juil. : George Mullin - 14 juil. : Ed Hug - 22 juil. : George Gibson - 27 juil. : Jack Doscher - 27 juil. : Irish McIlveen - 27 juil. : Joe Tinker - 29 juil. : Chief Meyers - 12 août : Christy Mathewson - 30 août : Charlie Armbruster - 2 septembre : Fred Payne - 10 septembre : Harry Niles - 10 septembre : Barney Pelty - 12 septembre : Boss Schmidt |  | - 23 septembre : Heinie Wagner - 29 septembre : Harry Lumley - 3 octobre : Henry Thielman - 12 octobre : Pete Hill - 21 octobre : Jack Hayden - 25 octobre : Weldon Henley - 15 novembre : Hi Jasper - 20 novembre : George McBride - 21 novembre : Simmy Murch - 25 novembre : Frank Corridon - 2 décembre : Tom Doran - 17 décembre : Cy Falkenberg - 23 décembre : Doc Gessler |